# 圣西尔莱科勒
圣西尔莱科勒（法語：Saint-Cyr-l'École，法語發音：[sɛ̃ siʁ lekɔl] ⓘ）是法国伊夫林省的一个市镇，位于该省东部，属于凡尔赛区。该地曾是圣西尔军校的所在地，圣西尔军校也得名此，而该市镇名中的“莱科勒”（l'École）则意为“学校”。

## 地理
圣西尔莱科勒（48°48'1"N, 2°3'45"E）面积5.01 平方千米，位于法国法蘭西島大區伊夫林省，该省份为法国北部内陆省份，北起瓦兹河谷省，西接厄尔省，西南接厄尔-卢瓦省，东南接埃松省，东临上塞纳省。
与圣西尔莱科勒接壤的市镇（或旧市镇、城区）包括：巴伊、布瓦达尔西、丰特奈勒弗勒里、吉扬库尔、蒙蒂尼勒布勒托讷、凡尔赛。

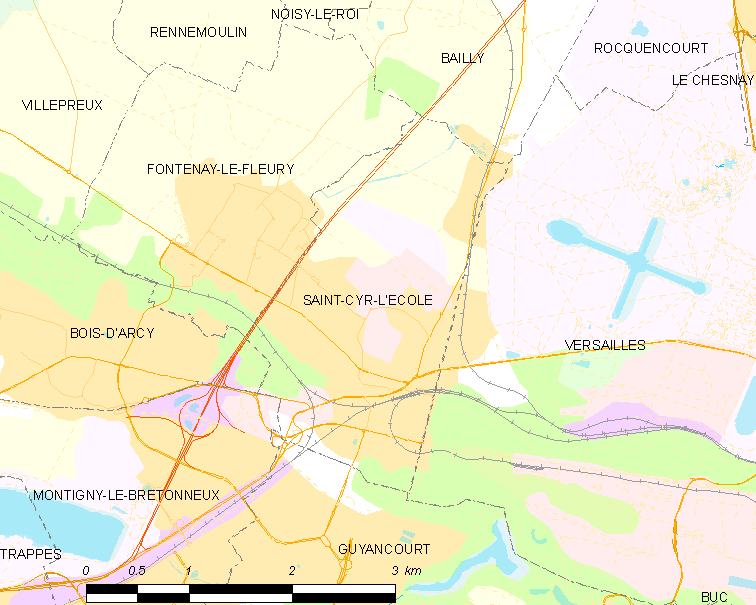
圣西尔莱科勒的OSM定位图

圣西尔莱科勒的时区为UTC+01:00、UTC+02:00（夏令时）。

## 行政
圣西尔莱科勒的邮政编码为78210，INSEE市镇编码为78545。

## 政治
圣西尔莱科勒所属的省级选区为圣西尔莱科勒县。

## 人口

1962-2008年间圣西尔莱科勒人口变化图示

圣西尔莱科勒于2022年1月1日时的人口数量为20451人。

## 友好城市
德国 布茨巴赫